# Pseudessigella brachychaeta
Pseudessigella brachychaeta är en insektsart som beskrevs av Hille Ris Lambers 1966. Pseudessigella brachychaeta ingår i släktet Pseudessigella och familjen långrörsbladlöss. Inga underarter finns listade i Catalogue of Life.